# Občina Markovci
Občina Markovci je ena od občin v Republiki Sloveniji.

## Naselja v občini
Borovci, Bukovci, Markovci, Nova vas pri Markovcih, Prvenci, Sobetinci, Stojnci, Strelci, Zabovci